# San Marino en los Juegos Paralímpicos
San Marino en los Juegos Paralímpicos está representado por el Comité Paralímpico Sanmarinense, miembro del Comité Paralímpico Internacional.
Ha participado en una ocasión en los Juegos Paralímpicos de Verano, en Londres 2012. El país no ha obtenido ninguna medalla en las ediciones de verano.
En los Juegos Paralímpicos de Invierno San Marino no ha participado en ninguna edición.

## Medallero

### Por edición
Juegos Paralímpicos de Verano
| Evento       | Oro | Plata | Bronce | Total |
| ------------ | --- | ----- | ------ | ----- |
| Londres 2012 | 0   | 0     | 0      | 0     |
| 2016 – 2024  | –   | –     | –      | –     |
| TOTAL        | 0   | 0     | 0      | 0     |